# Charles Le Bègue de Germiny
Pour les articles homonymes, voir Lebègue.
Pour les autres membres de la famille, voir Famille Le Bègue de Germiny.
Charles Gabriel Le Bègue, comte de Germiny, né le 3 novembre 1799 à Cliponville et mort le 22 février 1871 au château de Motteville, est un financier et homme politique français. Il fut ministre des finances et gouverneur de la Banque de France.

## Biographie
Fils du comte Henri-Charles Le Bègue de Germiny, qui fut député, préfet et pair de France, Charles de Germiny entre au Conseil d'État et est nommé maître des requêtes en 1832. En 1840, son beau-père, Georges Humann, nouveau ministre des Finances, le prend comme chef de cabinet. Deux ans plus tard, il fut nommé receveur général de Saône-et-Loire, puis préfet de Seine-et-Marne, conseiller-maître à la Cour des comptes et receveur général des finances de la Seine-Inférieure.
Il prit part à la création du Comptoir d'Escompte, devient Régent de la Banque de France en 1850 et fut nommé ministre des Finances le 24 janvier 1851, dans le gouvernement du Petit ministère, mais il donna sa démission le 10 avril 1851. En 1854, il est nommé gouverneur du Crédit foncier, puis de la Banque de France en 1857. En 1858, il s'oppose au rasage de la Galerie dorée, alors en mauvais état.
Commandeur du 11 avril 1851, il est promu grand officier de la Légion d'honneur par décret du 16 août 1860 . 
En 1863, il est nommé sénateur et quitte ainsi son poste à la Banque de France.
Il fut président de la Compagnie immobilière et de la Compagnie des chantiers et ateliers de l'Océan, ainsi qu'administrateur de plusieurs sociétés financières, dont les Fonderies et forges d'Alès, de la Compagnie de Paris à Orléans de 1842 à 1849 et des Nationales (1851). Cofondateur de la Société des houillères et fonderies de l'Aveyron, il remplace les Pereire dans diverses sociétés, dont la Banque impériale ottomane. Vice-président du  Cercle agricole de 1855 à 1870, il était membre du Cercle des chemins de fer et du Jockey Club.

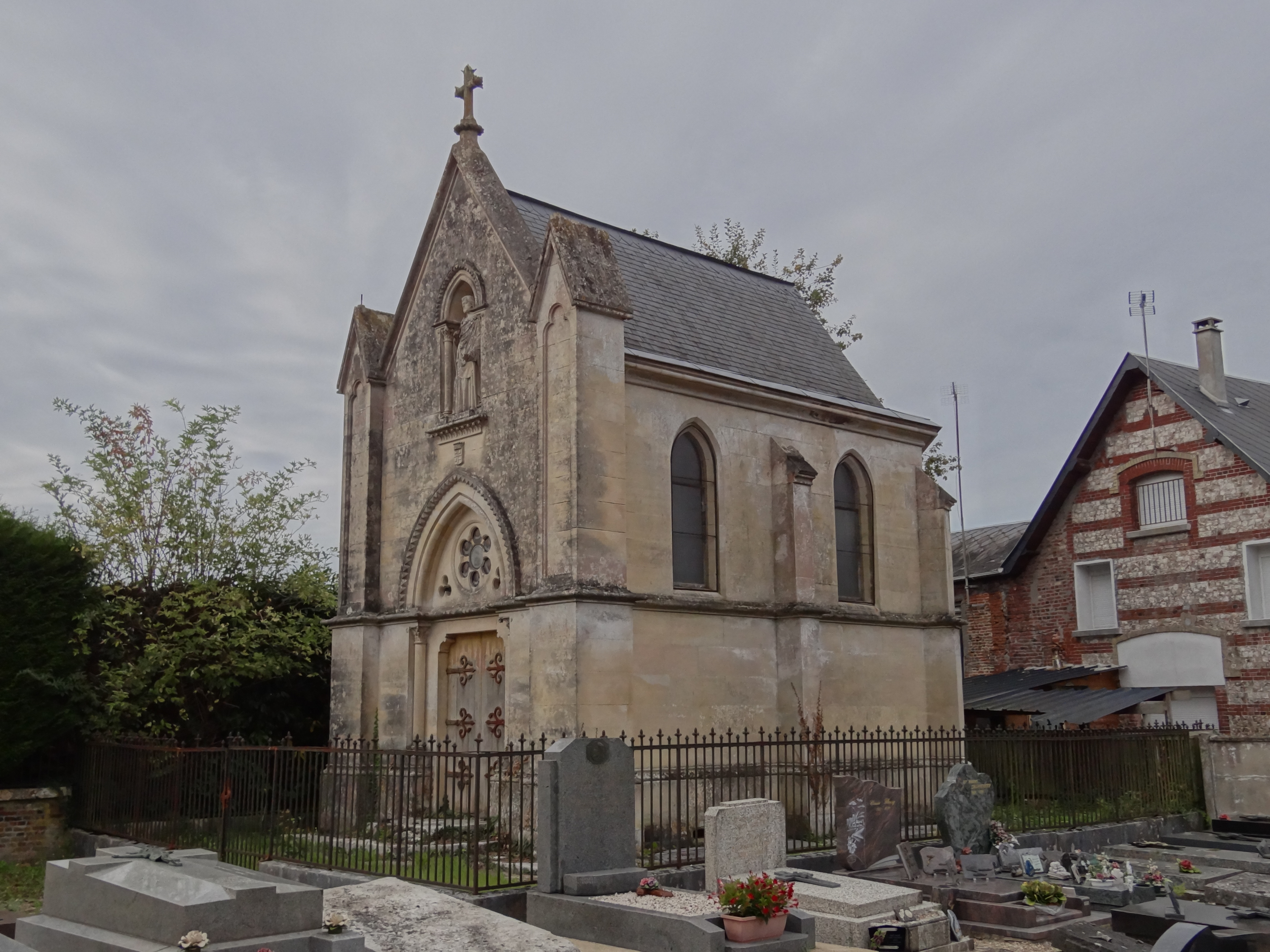
La chapelle de la famille Le Bègue de Germiny au cimetière de Motteville (Seine-Maritime).

A sa mort en 1871, il est inhumé dans la crypte de la chapelle funéraire de la famille Le Bègue de Germiny au cimetière de Motteville (Seine-Maritime).

### Vie familiale
En 1825, il épouse Marie-Louise-Elisabeth Humann, fille du ministre des Finances Georges Humann. Ils eurent :
- Adrien (1826-1922), régent de la Banque de France, administrateur de la Banque de Paris et des Pays-Bas ;
- Eugène, conseiller municipal de Paris, puis avocat à Buenos Aires ;
- Juliette, épouse de Jules Reiset ;
- Joséphine Louise Isabelle (1836-1891), épouse de Henry Ramey de Sugny (frère de Francisque-Joseph Ramey de Sugny) ;
- Marie Amélie (1839-1891), épouse du vicomte Charles Benoist d'Azy (fils de Denis Benoist d'Azy).

## Distinctions
- Grand officier de la Légion d'honneur (16 aout 1860)[2]

## Sources
- « Germiny (Charles-Gabriel Lebègue, comte de) », dans Adolphe Robert et Gaston Cougny, Dictionnaire des parlementaires français, Edgar Bourloton, 1889-1891 [détail de l’édition]